# Alcoy (Cebu)
Alcoy is een gemeente in de Filipijnse provincie Cebu op het gelijknamige eiland. Bij de census van 2015 telde de gemeente bijna 17 duizend inwoners.

## Geografie

### Bestuurlijke indeling
Alcoy is onderverdeeld in de volgende 8 barangays:
- Atabay
- Daan-Lungsod
- Guiwang
- Nug-as
- Pasol
- Poblacion
- Pugalo
- San Agustin

## Demografie
Alcoy had bij de census van 2015 een inwoneraantal van 16.979 mensen. Dit waren 2.222 mensen (15,1%) meer dan bij de vorige census van 2010. Ten opzichte van de census van 2000 was het aantal inwoners gegroeid met 3.482 mensen (25,8%). De gemiddelde jaarlijkse groei in die periode kwam daarmee uit op 1,52%, hetgeen lager was dan het landelijk jaarlijks gemiddelde over deze periode (1,72%).
De bevolkingsdichtheid van Alcoy was ten tijde van de laatste census, met 16.979 inwoners op 61,63 km², 275,5 mensen per km².

## Economie
Alcoy en dan voornamelijk barangay Nug-as produceert veel landbouw producten voor de verkoop. De grootste dolomiet groeve van de Filipijnen bevindt zich in barangay Pugalo. In de overige barangays wordt voornamelijk geleefd van de visserij en landbouw voor eigen gebruik.